# Euphyllophyta
Euphyllophyta is de clade die de Monilophyta, de varens en varenachtige planten, en de Lignophyta, met als voornaamste subclade de zaadplanten (Spermatopsida), omvat. Het is een zustergroep van de Lycophyta, de clade van de wolfsklauwen en biesvarens.
De Euphyllophyta zouden zijn ontstaan in het Devoon, ongeveer 420 tot 380 miljoen jaar geleden.
De clade is voor het eerst beschreven door Kenrick en Crane in 1997. Ze wordt door sommige auteurs de rang van onderstam toegekend en wordt dan ook wel Euphyllophytina genoemd.

## Naamgeving enetymologie
De botanische naam Euphyllophyta is afgeleid van het Oudgriekse εὖ, eu (goed, echt), φύλλον, phullon (blad) en φυτόν, phuton (plant), en verwijst naar de aanwezigheid van 'echte' bladeren. De zustergroep van de Lycophyta hebben daarentegen microfyllen, die evolutionair niet vergelijkbaar zijn (niet homoloog) met macrofyllen of eufyllen (= "echte bladeren").

## Kenmerken
Euphyllophyta onderscheiden zich door de aanwezigheid van eufyllen of macrofyllen, grote, vlakke bladeren met vertakte nerven, in tegenstelling tot de Lycophyta en oudere plantengroepen, die enkel microfyllen, kleine, lijnvormige bladeren met een enkele nerf, dragen. Het is nog niet duidelijk of de macrofyllen slechts eenmaal zijn ontstaan bij de eerste Euphyllophyta, of in beide subclades apart ontstaan zijn.
Andere morfologische kenmerken die de Euphyllophyta onderscheiden van andere plantengroepen:
- De groei van de bladeren verloopt apicaal (aan de top) of marginaal (langs de rand) en is eindig; de nerven ontwikkelen zich vanuit de top van het blad (basipetaal);
- De bladeren zijn spiraalvormig rond de stengel ingeplant, bij het afvallen laat het blad een litteken tot in het merg;
- De stengel vertoont een pseudomonopodiale groei;
- De wortels bevat exarch protoxyleem, de wortelharen ontstaan in de endodermis van de hoofdwortel;
- De sporendoosjes of sporangia zitten in paren, gegroepeerd in eindstandige kegels;
- Spermacellen met talrijke flagellen;

Genetisch is de groep gekenmerkt door een inversie van 30.000 nucleotiden in het 'Large Single Copy'- (LSC)- gebied van het chloroplastgenoom.

## Fylogenieentaxonomie
Volgens de classificatie van Kenrick en Crane zijn de Euphyllophyta de zustergroep van de Lycophyta (wolfsklauwen en biesvarens). Samen met een aantal uitgestorven groepen vormen ze de clade Tracheophyta (vaatplanten). Varens en varenachtige planten zijn dus nauwer verwant aan de zaadplanten (beide hebben een gemeenschappelijke voorouder) dan aan de wolfsklauwen.
| - Embryophyta (landplanten) - Stam Marchantiophyta (Stotler & Crandall-Stotler 1977) (→ mossen s.l., bryofyten) - - Stam Bryophyta (Schimper 1836) (→ mossen s.l., bryofyten) - - Stam Anthocerotophyta (Stotler & Crandall-Stotler 1977) (→ mossen s.l., bryofyten) - Tracheophyta, vaatplanten - † Rhyniophyta (Banks 1975) - - - † Stam Zosterophyllophyta (Banks 1975) - Stam Lycopodophyta (Cronquist & al. 1966) - - † Stam Trimerophytophyta (Banks 1975) - Euphyllophyta (Kenrick & Crane 1997) - † Klasse Cladoxylidopsida - - † Klasse Coenopteridopsida - - Stam Pteridophyta (Schimper 1879), varens - Lignophyta - † Orde Aneurophytales - - - † Orde Protopityales - † Orde Archaeopteridales - Spermatophyta, zaadplanten - † Klasse Lyginopteridopsida - - † Klasse Medullosopsida - - † Klasse Callistophytopsida - - Klasse Cycadopsida - - † Klasse Peltaspermopsida - - - Stam Ginkgophyta - - Stam Gnetophyta - Stam Coniferophyta - - - † Klasse Caytoniopsida - † Stam Cycadeoidophyta - Stam Angiospermophyta (Berry 1915), bedektzadigen - basale 'angiosperms' - - 'magnoliids', magnoliiden (Magnoliopsida) - - Monocotyledoneae ('monocots') - Dicotyledoneae ('eudicots') |
| een polyfyletische groep → wordt ook gerekend tot polyfyletisch groep |

De clade omvat twee subclades, de Monilophyta met ongeveer 9.000 soorten sporendragende varens en varenachtige planten zoals de paardenstaarten en de Lignophyta. Van deze laatste bestaan alleen nog de Spermatophyta of zaadplanten, met ongeveer 260.000 soorten de meest succesvolle plantengroep.